# Ubuntu JeOS
Ubuntu JeOS (dove Je sta per 'juice', cioè 'succo') era una variante di Ubuntu che è descritta come "una variante efficiente... configurata specificamente per le macchine virtuali". È un concetto per il quale il sistema operativo dovrebbe apparire come il contesto di un apparecchio virtuale. JeOS che sta per "solo un sistema operativo sufficiente".
La sua prima versione è stata Ubuntu JeOS 7.10 e dal rilascio di Ubuntu 8.10 è stato incluso come opzione come parte della versione standard di Ubuntu Server Edition.

## Contenuti
L'ultima versione di JeOS è ottimizzata per le tecnologie di virtualizzazione di VMware, e la macchina virtuale basata su kernel Linux.

## Specifiche
Le specifiche per la versione 8.10 e successive includono:
- Parte dell'immagine standard di Ubuntu Server ISO
- Meno di 380 MB di memoria installata
- Kernel del server specializzato
- Destinato a VMware ESX, VMware Server, libvirt e KVM
- 128 MB di memoria minima
- Nessun ambiente grafico precaricato